# فهرست شهرهای نیجریه
فهرست شهرهای نیجریه شامل برخی از شهرهای بزرگ و مهم نیجریه است که هر یک با ویژگی‌ها و جذابیت‌های مختص خود، جزء مهمی از جغرافیای و فرهنگ این کشور را تشکیل می‌دهند. نیجریه با جمعیت زیاد و چندان زیاده‌خواهانه، میزبان شهرهای زیادی از نقاط مختلف است که هر کدام با تاریخچه و ویژگی‌های منحصر به فرد، به تاریخ، فرهنگ و اقتصاد این کشور غنی و پویا رنگ و بویی داده‌اند.

## شهرهای نیجریه
- لاگوس (Lagos)
- کانو (Kano)
- ابوجا (Abuja)
- ایبادان (Ibadan)
- کادونا (Kaduna)
- بنین (Benin)
- پورت هارکورت (Port Harcourt)
- جوس (Jos)
- اونیچا (Onitsha)
- انوگو (Enugu)
- ایفه (Ife)
- ادو (Ado Ekiti)
- آواری (Owerri)
- کالابار (Calabar)
- امین (Abeokuta)
- سوکوتو (Sokoto)
- زاریا (Zaria)
- باداغری (Badagry)
- میدوگوری (Maiduguri)
- واری (Warri)